# Cosme Barrutia Iturriagoitia
Cosme Barrutia Iturriagoitia (Iurreta, 27 de setembre de 1929 - Burgos, 12 de novembre de 2005) va ser un ciclista basc, que fou professional entre 1949 i 1961. Durant la seva carrera esportiva aconseguí 20 victòries, entre les quals destaquen el Circuit de Getxo i el Gran Premi de Primavera de 1963.
També es dedicà al ciclocròs, en què va guanyar un Campionat d'Espanya.

## Palmarès
- 1953
  -  Campió d'Espanya de ciclocròs
  - 1r al Gran Premi Ajuntament de Bilbao i vencedor d'una etapa
  - Vencedor d'una etapa a la Volta a Astúries
- 1954
  - 1r a la Prova de Legazpi
- 1955
  - 1r al Circuit de Getxo
  - 1r al Gran Premi de Portugalete
- 1956
  - 1r al Gran Premi de Primavera
  - Vencedor d'una etapa a la Volta a Astúries

### Resultats a la Volta a Espanya
- 1955. 9è de la classificació general
- 1956. 15è de la classificació general
- 1957. 45è de la classificació general
- 1958. Abandona
- 1959. Abandona